# Vilhivka, Irșava
Vilhivka (în ucraineană Вільхівка) este localitatea de reședință a comunei Vilhivka din raionul Irșava, regiunea Transcarpatia, Ucraina.

## Demografie
Componența lingvistică a localității Vilhivka
     Ucraineană (99,73%)
     Alte limbi (0,27%)
Conform recensământului din 2001, majoritatea populației localității Vilhivka era vorbitoare de ucraineană (99,73%), existând în minoritate și vorbitori de alte limbi.